# Monte Rinaldo
Monte Rinaldo es una localidad y comune italiana de la provincia de Fermo, región de las Marcas, con 410 habitantes.

## Evolución demográfica
| Gráfica de evolución demográfica de Monte Rinaldo entre 1861 y 2001 |
|                                                                     |
| Fuente ISTAT - elaboración gráfica de Wikipedia                     |